# Stadion futbolu amerykańskiego w Zielonej Górze
Stadion futbolu amerykańskiego w Zielonej Górze – obiekt sportowy należący do MOSiR-u w Zielonej Górze w skład którego wchodzi pełnowymiarowe boisko do futbolu amerykańskiego. Użytkownikiem stadionu jest występująca w LFA Wataha Zielona Góra. Boisko posiada sztuczną nawierzchnię  z trawy syntetycznej, malowanie futbolowych linii oraz profesjonalne bramki futbolowe. Stadion wyposażony jest również w sztuczne oświetlenie. Zadaszona trybuna może pomieścić około 1000 osób.